# Corythucha incurvata
Corythucha incurvata är en insektsart som beskrevs av Philip Reese Uhler 1894. Corythucha incurvata ingår i släktet Corythucha och familjen nätskinnbaggar. Inga underarter finns listade i Catalogue of Life.